# 伊日·卡万
伊日·卡万（捷克語：Jiří Kavan，1943年12月11日—2010年6月14日），捷克男子手球运动员。他曾代表捷克斯洛伐克国家队参加1972年和1976年夏季奥林匹克运动会手球比赛，其中1972年奥运会获得一枚银牌。